# ميشا سيركونوف
ميشا سيركونوف (بالإنجليزية: Misha Cirkunov؛ مواليد 27 فبراير 1987) هو مُقاتل فنون قتالية مختلطة كندي من مواليد لاتفيا.